# Мокрый, Владимир Семёнович
Мокрый Владимир Семенович (род. 30 июня 1953 года, г. Куйбышев — ныне г. Самара) — российский государственный деятель. Профессор, доктор юридических наук. Депутат Государственной думы Федерального Собрания Российской Федерации III, IV; член фракций «Народный депутат», «Единство», «Единая Россия».

## Биография
Биография Мокрого В. С. тесно связана с Самарской землей: учёба в Куйбышевском авиационном институте им. С. П. Королева (1976 г., по специальности инженер-механик) и в Куйбышевском государственном университете (1996 г., по специальности юриспруденция) заложили отличную базу для работы в комсомольских, партийных, советских и российских государственных органах.
Начинал свою трудовую деятельность В. С. Мокрый в Куйбышевском Центральном специализированном конструкторском бюро (ЦСКБ).
С 1978 по 1991 гг. Владимир Семёнович находился на комсомольской и партийной работе. Был секретарем Советского райкома ВЛКСМ, заведующим промышленно-транспортным отделом райкома КПСС, инструктором Куйбышевского обкома КПСС, депутатом райсовета, зав.сектором Куйбышевского горисполкома.
С 1991 по 1999 гг. — руководитель аппарата Администрации Самарской области, заместитель Губернатора Самарской области. В этот период Владимир Семёнович координировал организационно-правовую работу Администрации области по всем направлениям политического и социально-экономического развития. Обеспечивал взаимодействие между органами законодательной и исполнительной власти, а также между органами государственной власти и органами местного самоуправления.
Важнейшим направлением работы Администрации области была законотворческая деятельность: В. С. Мокрый входил от Самарской области в состав Рабочей группы по разработке Федеративного договора (1991—1992 гг.), непосредственно участвовал в подготовке предложений к проекту Конституции Российской Федерации (1993 г.), руководил работой комиссии по реформированию системы государственной власти и органов местного самоуправления Самарской области (1993 г.), являлся сопредседателем законотворческой комиссии Администрации и Губернской думы Самарской области по разработке устава (Основного Закона) и символики (герб и флаг) Самарской области.
Владимир Семёнович Мокрый населением Самарской области дважды (в 1999 году и в 2003 году) избирался с высоким рейтингом (уровень известности в избирательном округе более 75 %) депутатом Государственной думы Федерального Собрания Российской Федерации по Сызранскому одно-мандатному избирательному округу. Одновременно, на выборах в Государственную думу осенью 2003 года В. С. Мокрый вместе с Главой Республики Мордовия Н. И. Меркушкиным возглавлял избирательный список партии «Единая Россия» по Самарской, Ульяновской областям и Республики Мордовия. Его глубокий профессионализм и опыт, эффективная практическая деятельность по организации и развитию местного самоуправления, научная работа в области муниципального права стали основанием для избрания его Председателем Комитета по вопросам местного самоуправления Государственной думы Федерального Собрания Российской Федерации третьего и четвёртого созывов.
В составе Комиссии при Президенте Российской Федерации по разграничению предметов ведения и полномочий между федеральными органами государственной власти, органами государственной власти субъектов Российской Федерации и органами местного самоуправления (2001—2003 гг.). В. С. Мокрый является одним из главных разработчиков Федерального закона от 6 октября 2003 г. № 131-ФЗ «Об общих принципах организации местного самоуправления в Российской Федерации», с принятием которого было положено начало реформе местного самоуправления в Российской Федерации. Основными направлениями проводимых в рамках реформы преобразований были разграничение предметов ведения и полномочий между субъектами Российской Федерации и органами местного самоуправления, разделение функций органов местного самоуправления, укрепление экономической базы местного самоуправления, приближение местного самоуправления к гражданину и, в конечном итоге, формирование самодостаточного, эффективно работающего местного самоуправления, ориентированного на нужды населения.
В. С. Мокрым совместно с депутатами возглавляемого им Комитета велась активная работа по изучению правоприменительной практики федерального законодательства о местном самоуправлении в субъектах Российской Федерации, по правовому, методическому, организационному и информационному обеспечению реформы местного самоуправления, реализации Федерального закона «Об общих принципах организации местного самоуправления в Российской Федерации». Регулярно проводились парламентские слушания, «круглые столы», семинары-совещания в субъектах Российской Федерации с участием руководителей законодательных и исполнительных органов государственной власти, органов местного самоуправления, ученых, специалистов.
С участием В. С. Мокрого были подготовлены и приняты Государственной думой Федеральные законы «О муниципальной службе в Российской Федерации», «О государственной регистрации уставов муниципальных образований». Активная позиция В. С. Мокрого и системная работа депутатов Комитета по вопросам местного самоуправления способствовали существенному совершенствованию в процессе рассмотрения, доработки и принятия Государственной думой Бюджетного, Налогового, Земельного, Жилищного, Градостроительного, Водного, Лесного кодексов Российской Федерации.
В. С. Мокрым велась работа по развитию межпарламентского сотрудничества и укреплению международного авторитета России. С 2001 по 2003 гг. Владимир Семёнович являлся заместителем председателя Постоянной комиссии Межпарламентской ассамблеи государств-участников СНГ по изучению опыта работы государственного строительства и местного самоуправления. Являясь с 2003 по 2007 гг. членом постоянной делегации Государственной думы Российской Федерации в Парламентской Ассамблее Совета Европы (г. Страсбург), В. С. Мокрый регулярно привлекался Советом Европы, Конгрессом местных и региональных властей Совета Европы, другими международными организациями в качестве ведущего эксперта в области государственного строительства и местного самоуправления.
В это же самое время В. С. Мокрый активно участвовал в социально-экономической и политической жизни Самарской области, регулярно общался со своими избирателями, содействовал строительству важнейших социальных объектов для ветеранов войны и труда, для инвалидов, для детей-сирот и детей, оставшихся без попечения родителей, оказывал всемерную помощь Сызранскому детскому дому, являясь председателем попечительского совета.
В. С. Мокрый — доктор юридических наук (тема: «Местное самоуправление в Российской Федерации как институт публичной власти и гражданского общества», 2003 год), профессор — многие годы успешно занимается преподавательской и научной деятельностью.
Преподавал в Куйбышевском машиностроительном техникуме и Самарском институте государственного и муниципального управления. Он — автор десятков научных работ в области государственного строительства и местного самоуправления. Под его редакцией в 2007 году был разработан и издан трехтомный комментарий к Федеральному закону «Об общих принципах организации местного самоуправления в Российской Федерации». Участвовал в выпуске энциклопедии «Местное самоуправление» (Российская муниципальная академия).
В период с 2007 по 2010 гг. — Руководитель Государственного учреждения города Москвы «Московский центр местного самоуправления».
Заведует сектором муниципального права Института государства и права РАН. Является членом Российской муниципальной академии (входит в состав редакционного совета академического журнала). Заведует кафедрой «Государственное и муниципальное управление» в Российском государственном торгово-экономическом университете. Член диссертационного совета Санкт-Петербургского юридического института (состав совета). Главный редактор журнала «Муниципальный служащий Российской Федерации». 
Как все волжские люди любит природу, рыбалку, собирать грибы. Старается не пропускать в Москве театральные премьеры и музыкальные фестивали. Поклонник театра «Мастерская Петра Фоменко».

## Награды
- Орден «За заслуги перед Отечеством» IV степени (8 ноября 2007 года) — за заслуги в законотворческой деятельности, укреплении и развитии российской государственности[5]
- Орден Почёта (8 июля 2003 года) — за достигнутые трудовые успехи и многолетнюю добросовестную работу[6]
- Орден Дружбы (9 апреля 1997 года) — за заслуги перед государством, многолетний добросовестный труд и большой вклад в укрепление дружбы и сотрудничества между народами[7]
- Медаль «В память 300-летия Санкт-Петербурга»
- Медаль «В память 1000-летия Казани»
- Почётная грамота Правительства Российской Федерации (17 апреля 2006 года) — за заслуги в законотворческой деятельности, активное участие в развитии парламентаризма в Российской Федерации и в связи со 100-летием учреждения Государственной думы в России[8]
- Почетный знак Государственной думы Федерального Собрания Российской Федерации «За заслуги в развитии парламентаризма»
- Почетная грамота Совета Федерации Федерального Собрания Российской Федерации
- Почетная грамота Государственной думы Федерального Собрания Российской Федерации
- Почетный знак Губернатора Самарской области «За труд во благо земли Самарской» (2013 г.)
- Почетная грамота Администрации Самарской области (2003 г.)
- Орден «Содружество» (30 мая 2007 года, Межпарламентская ассамблея СНГ) — за активное участие в деятельности Межпарламентской Ассамблеи и её органов, вклад в укрепление дружбы между народами государств — участников Содружества[9].

Награжден также другими ведомственными наградами.

## Общественные награды
- Лауреат Премии «Российский Национальный Олимп» (2003 г.)

Награждён также другими общественными наградами.

## Конфессиональные награды
- Орден святого благоверного князя Даниила Московского III степени